# Liga Mexicana de Béisbol 1990
La Temporada 1990 de la Liga Mexicana de Béisbol fue la edición número 66. En esta temporada se mantienen los 14 equipos de la temporada anterior. Los Bravos de León obtuvieron su primer y único título en su paso por la LMB. El equipo de Tabasco cambió su nombre de "Ganaderos de Tabasco" al de Olmecas de Tabasco. Los equipos se mantienen divididos en las Zona Norte y Zona Sur, siete equipos en cada zona.
En la Serie Final los Bravos de León resultaron campeones derrotando en 5 juegos a los Algodoneros de Unión Laguna. El mánager campeón fue Francisco "Paquín" Estrada y destacaron por el León Jaime Orozco y Julio Purata en el pitcheo, así como Manuel Cazarín y Willie Aikens a la ofensiva.

## Equipos participantes
| Liga Mexicana de Béisbol 1990 |                              |           |                                        |                               |              |
| Zona                          | Equipo                       | Fundación | Ciudad                                 | Estadio                       | Capacidad    |
| Norte                         | Acereros de Monclova         | 1974      | Monclova, Coahuila                     | Monclova                      | 8,500        |
| Norte                         | Algodoneros de Unión Laguna  | 1940      | Torreón, Coahuila                      | Revolución                    | 9,500        |
| Norte                         | Industriales de Monterrey    | 1989      | Monterrey, Nuevo León                  | Cuauhtémoc y Famosa Monterrey | 6,000 22,061 |
| Norte                         | Saraperos de Saltillo        | 1970      | Saltillo, Coahuila                     | Francisco I. Madero           | 16,000       |
| Norte                         | Sultanes de Monterrey        | 1939      | Monterrey, Nuevo León                  | Cuauhtémoc y Famosa Monterrey | 6,000 22,061 |
| Norte                         | Tecolotes de los Dos Laredos | 1940      | Nuevo Laredo, Tamaulipas Laredo, Texas | La Junta West Martin Field    | 7,800 5,000  |
| Norte                         | Tuneros de San Luis          | 1926      | San Luis Potosí, San Luis Potosí       | 20 de Noviembre               | 6,500        |
| Sur                           | Bravos de León               | 1978      | León, Guanajuato                       | Domingo Santana               | 6,500        |
| Sur                           | Diablos Rojos del México     | 1940      | México, D. F.                          | Seguro Social                 | 25,000       |
| Sur                           | Leones de Yucatán            | 1954      | Mérida, Yucatán                        | Kukulcán                      | 14,917       |
| Sur                           | Olmecas de Tabasco           | 1975      | Villahermosa, Tabasco                  | Centenario 27 de Febrero      | 8,500        |
| Sur                           | Piratas de Campeche          | 1980      | Campeche, Campeche                     | Venustiano Carranza           | 6,000        |
| Sur                           | Rieleros de Aguascalientes   | 1975      | Aguascalientes, Aguascalientes         | Alberto Romo Chávez           | 6,494        |
| Sur                           | Tigres Capitalinos           | 1955      | México, D. F.                          | Seguro Social                 | 25,000       |

## Posiciones
| Zona Norte   | Zona Norte | Zona Norte | Zona Norte | Zona Norte |
| Equipo       | JG         | JP         | PCT        | JV         |
| ------------ | ---------- | ---------- | ---------- | ---------- |
| Dos Laredos  | 81         | 50         | .618       | -          |
| Unión Laguna | 71         | 54         | .568       | 7.0        |
| Monterrey    | 70         | 62         | .530       | 11.5       |
| Monclova     | 63         | 66         | .488       | 17.0       |
| Saltillo     | 64         | 68         | .485       | 17.5       |
| Industriales | 49         | 82         | .374       | 32.0       |
| San Luis     | 42         | 87         | .326       | 38.0       |

| Zona Sur       | Zona Sur | Zona Sur | Zona Sur | Zona Sur |
| Equipo         | JG       | JP       | PCT      | JV       |
| -------------- | -------- | -------- | -------- | -------- |
| Tigres         | 73       | 50       | .593     | -        |
| México         | 72       | 54       | .571     | 2.5      |
| León           | 74       | 57       | .565     | 3.0      |
| Campeche       | 66       | 57       | .537     | 7.0      |
| Yucatán        | 65       | 64       | .504     | 11.0     |
| Aguascalientes | 54       | 69       | .439     | 19.0     |
| Tabasco        | 52       | 76       | .406     | 23.5     |

| Clasificado a los playoffs |

## Juego de Estrellas
El Juego de Estrellas de la LMB se realizó el 11 de junio en el Estadio Venustiano Carranza de Campeche. La Zona Sur se impuso a la Norte 9 carreras a 8. Los lanzadores abridores fueron Luis de León por el sur y Jeff Perry por el norte. Juan José Pacho de los Leones de Yucatán fue elegido el Jugador Más Valioso del partido.

## Play-offs
|  | Primer Play off | Primer Play off |              |   | Finales de zona | Finales de zona |  |  | Serie Final | Serie Final |
|  |                 |                 |              |   |                 |                 |  |  |             |             |
|  |                 |                 |              |   |                 |                 |  |  |             |             |
|  |                 |                 |              |   |                 |                 |  |  |             |             |
|  |                 |                 |              |   |                 |                 |  |  |             |             |
|  | Monterrey       | 2               |              |   |                 |                 |  |  |             |             |
|  | Monterrey       | 2               |              |   |                 |                 |  |  |             |             |
|  | Unión Laguna    | 4               |              |   |                 |                 |  |  |             |             |
|  | Unión Laguna    | 4               | Unión Laguna | 4 |                 |                 |  |  |             |             |
|  | Zona Norte      |                 | Unión Laguna | 4 |                 |                 |  |  |             |             |
|  |                 | Dos Laredos     | 2            |   |                 |                 |  |  |             |             |
|  | Monclova        | Dos Laredos     | 2            | 3 |                 |                 |  |  |             |             |
|  | Monclova        |                 |              | 3 |                 |                 |  |  |             |             |
|  | Dos Laredos     | 4               |              |   |                 |                 |  |  |             |             |
|  | Dos Laredos     | 4               | Unión Laguna | 1 |                 |                 |  |  |             |             |
|  |                 |                 | Unión Laguna | 1 |                 |                 |  |  |             |             |
|  |                 | León            | 4            |   |                 |                 |  |  |             |             |
|  | Campeche        | León            | 4            | 4 |                 |                 |  |  |             |             |
|  | Campeche        |                 |              | 4 |                 |                 |  |  |             |             |
|  | Tigres          | 2               |              |   |                 |                 |  |  |             |             |
|  | Tigres          | 2               | Campeche     | 2 |                 |                 |  |  |             |             |
|  | Zona Sur        |                 | Campeche     | 2 |                 |                 |  |  |             |             |
|  |                 | León            | 4            |   |                 |                 |  |  |             |             |
|  | León            | León            | 4            | 4 |                 |                 |  |  |             |             |
|  | León            |                 |              | 4 |                 |                 |  |  |             |             |
|  | México          | 1               |              |   |                 |                 |  |  |             |             |
|  | México          | 1               |              |   |                 |                 |  |  |             |             |

## Designaciones
Se designaron como novatos del año a Lázaro Tiquet de los Olmecas de Tabasco como bateador y a David Sinohui de los Bravos de León en el pitcheo.

## Acontecimientos relevantes
- 4 de julio: En la capital, Israel Velázquez de los Bravos de León lanza juego sin hit ni carrera de 7 entradas contra los Tigres. El marcador final fue 5-0.[2]
- 20 de julio: Armando Reynoso de los Saraperos de Saltillo lanza juego sin hit ni carrera de 7 entradas contra los Industriales de Monterrey, en un juego que terminó 1-0.
- 4 de agosto: En Torreón, Lauro Cervantes de los Algodoneros gana 4-0 en un juego sin hit ni carrera de 9 entradas ante los Industriales.